# Rudolf Diesel
Rudolf Christian Karl Diesel [Rúdolf Krístjan Kárl Díesel], nemški izumitelj in strojni inženir, * 18. marec 1858, Pariz, Francija, † 30. september 1913, na poti s poštno ladjo SS Dresden na progi Antwerpen - Harwich v Rokavskem prelivu.
Diesel je najbolj znan po svojem izumu dieselskega motorja z notranjim zgorevanjem iz leta 1892, ki je teoretično temeljil na desni Carnotovi krožni spremembi idealnega toplotnega stroja.

## Življenje in delo

### Mladost
Rodil se je kot drugi od treh otrok Theodorja in Elise Diesel. Njegova starša sta bila nemška priseljenca. Oče Theodor, po poklicu knjigovez, je leta 1848 zapustil svoj dom v Augsburgu. Svojo ženo Eliso Strobel, hčer nürnberškega trgovca, je srečal v Parizu leta 1855 in tu začel izdelovati usnjene izdelke. Mati je bila varuška in učiteljica jezika.
Svojo zgodnjo mladost je Rudolf preživel v Franciji, vendar je bila družina zaradi izbruha francosko-pruske vojne 19. julija 1870 prisiljena zapustiti Francijo in se preseliti v London. Pred koncem vojne 10. marca 1871 je mati poslala 12-letnega Rudolfa v Augsburg k teti in stricu, Barbari in Christophu Barnicklu, da bi se lahko pogovarjal v nemščini in obiskoval Kraljevo okrožno poklicno šolo (Königliche Kreis-Gewerbsschule), kjer je stric poučeval matematiko.
S štirinajstimi leti je pisal staršema, da bi rad postal inženir. Šolo je leta 1873 končal z odliko in se je vpisal na novoustanovljeno Industrijsko šolo v Augsburgu. Kasneje mu je leta 1875 Kraljeva bavarska politehnika v Münchnu podelila štipendijo, ki jo je sprejel navkljub neodobravanju staršev, ki sta želela, da bi služil denar.
V Münchnu je bil eden od njegovih profesorjev von Linde. Zaradi napada trebušnega tifusa ni mogel diplomirati leta 1879. Med pripravami na zaključni izpit je pridobival praktične inženirske izkušnje v tovarni strojev Gebrüder Sulzer Maschinenfabrik v Winterthuru v Švici. Končno je januarja 1880 uspešno diplomiral in se vrnil v Pariz, kjer je pomagal von Lindeju pri konstrukciji in gradnji sodobnega hladilnega in zamrzovalnega obrata. Leto pozneje je postal tudi njegov direktor.
V letu 1883 se je poročil z Martho Flasche, naprej sodeloval z von Lindejem, v Nemčiji in Franciji pa je pridobil več patentov.
Zgodaj leta 1890 se je žena s tremi otroci, Rudolfom mlajšim, Heddy in Eugenom preselila v Berlin. Diesel je prevzel vodstvo von Lindejevega skupnega raziskovalnega in razvojnega oddelka in se pridružil drugim skupnim komisijam. Ker za svoje potrebe ni smel uporabljati patente, razvite za časa službovanja pri von Lindeju, se je poskušal usmeriti na druga področja zunaj hladilne tehnike.

### Izum dieselskega motorja
Najprej se je ukvarjal s paro in raziskovanja učinkovitosti goriv so ga vodila k izdelavi parnega stroja z amonijakovo paro kot delovnim sredstvom. Med preskusi je stroj razneslo s skoraj usodnimi posledicami, tako da je prebil več mesecev v bolnici in imel probleme z vidom. Začel je izdelovati tudi stroj na podlagi Carnotove krožne spremembe. Svoj motor je patentiral 23. februarja 1892. Kmalu zatem, ko sta leta 1887 Daimler in Benz izdelala avtomobil, je Diesel objavil razpravo z naslovom "Teorija in konstrukcija učinkovitega toplotnega stroja, ki bo nadomestil parni stroj in današnje motorje z notranjim zgorevanjem" (Theorie und Construktion eines rationellen Wärmemotors zum Ersatz der Dampfmaschine und der heute bekannten Verbrennungsmotoren), kjer je pojasnil osnovo svojega dela in izum dieselskega motorja.
Zasnova bencinskega motorja mu ni ustrezala, zato se je odločil izdelati motorje po lastni zamisli. Poskušal je izdelati motor na podlagi Carnotove krožne spremembe, vendar je obupal in je hotel razviti svoj pristop. Nazadnje ga je izdelal, patentiral in s patentom veliko zaslužil. V njegovem motorju se je gorivo ob koncu stiskalnega takta vbrizgalo in vžgalo pri visoki temperaturi zaradi stiskanja. Heinrich von Buz (1833-1918), direktor tovarne motorjev MAN v Augsburgu, je med letoma 1893 in 1897 dal Dieslu možnost preskušati in razvijati svoje zamisli. V tovarni so tudi izdelali prvi prototip takšnega motorja. 
V začetku je za motorno gorivo uporabljal premogov prah. Čeprav je za gorivo priporočal premogov prah ali rastlinsko olje, ki se je tedaj šele začelo uporabljati, se je uveljavilo dieselsko gorivo, ki je frakcija od bencina. Alternativna goriva se v začetku niso uveljavila. Dvigovanje cen goriv in skrbi glede zalog nafte pa povečujejo uporabo rastlinskega olja ali biodiesla.
Na poti do Harwicha so ga zjutraj na ladji v Rokavskem prelivu pogrešali. Deset dni kasneje so ga blizu nizozemske obale našli mrtvega, kjer so ga na morju tudi pokopali.
Po njegovi smrti so motor zelo razvili in je uspešno nadomestil parni stroj na mnogih področjih. Ker so dieselski motorji robustnejši od bencinskih, se v veliki meri niso uveljavili na nekaterih področjih, na primer kot letalski motorji, čeprav so tudi na tem področju izdelali nekaj učinkovitih in delujočih motorjev, še posebej v zadnjem času. Letalski dieselski motorji uporabljajo dieselsko gorivo ali še pogosteje kerozin. Dieselski motorji so se dobro izkazali za cestna motorna vozila in izvrstno za stacionarne namene, ali za velika prometna sredstva kot so ladje, podmornice in mnogo kasneje lokomotive.

### Spor zaradi prvenstva z Akroydom Stuartom
Sodobni dieselski motor je hibridni stroj, ki izkorišča značilnosti neposrednega (brezzračnega) vbrizga in stiskalnega vbrizga, kar sta oboje patentirala Akroyd Stuart in Binney maja 1890. 8. oktobra istega leta so izdali drug patent, ki je podrobno opisal delovanje celotnega motorja, zelo podobnega dieselskemu, kjer se zrak in gorivo vsesavata ločeno.
Diesel je patentiral stiskalni vžig leta 1892. Njegov vžigni sistem, kjer zgorevanje in dovod toplote poteka pri stalnem tlaku, kasneje v motorjih niso uporabljali. Ta način je patentiral Brayton leta 1874 za svoj uplinjač. Uporabljali so vbrizgni sistem Akroyda Stuarta, razvit v Hornsbyjevi tovarni motorjev in strojev, z zgorevanjem pri stalni prostornini.
Motor Akroyda Stuarta s stiskalnim vbrizgom je bil patentiran dve leti pred dieselskim motorjem. Glavna Dieslova izboljšava je bila povečanje tlaka, kar se je poznalo pri kompresijskem razmerju. Toplotni izkoristek motorja z užarjeno glavo je bil zaradi nižjih tlakov le približno 12 %. Akroyd Stuart je leta 1892 patentiral razprševalec z vodnim ovojem da bi povečal kompresijsko razmerje. Istega leta je T. H. Barton v Hornsbyjevi tovarni izdelal visokostiskalno različico za eksperimentalne namene, kjer je razprševalec nadomestil z glavo cilindra. Tako motor ni zahteval pregretega zraka, ampak je dovajal toploto z zgorevanjem pri višjih kompresijskih razmerjih. Deloval je šest ur in pri tem je zaradi stiskanja prišlo do samodejnega vžiga goriva. To je bilo pet let preden je Diesel leta 1897 izdelal svoj zelo znan visokostiskalni prototipni motor in tudi pobral večino zaslug za delovanje novega motorja.

### Smrt
Leta 1913 se je Diesel odpravljal v Anglijo, kjer so gradili novo tovarno dizelskih motorjev. Upal je, da ga bo potovanje odvrnilo od skrbi, ki so ga mučile. Svoji ženi je za poslovilno darilo kupil torbico in ji zabičal, da je ne sme odpreti prej, kot sedem dni po njegovem odhodu. 29. septembra leta 1913 se je vkrcal na ladjo Dresden. Sicer je naročil bujenje ob 6:15, a ko je stevard potrkal na vrata, se ni oglasil. Soba je bila prazna, postelja nedotaknjena. Na krmi je bil Dieslov klobuk in skrbno zložen suknjič. Kljub obsežni iskalni akciji Diesla niso našli.  10. oktobra leta 1913 so ob Nizozemski obali našli truplo in dokumenti v oblačilih so dokazali, da je ta oseba res Rudolf Christian Karl Diesel. Ko je njegova žena Martha izvedela za to, je brž odprla torbico. V njej je bilo 20.000 mark. Družina Diesel ni nikoli podvomila v to, da je Diesel naredil samomor.